# Wittekind zu Waldeck und Pyrmont
Wittekind Fürst zu Waldeck und Pyrmont (* 9. März 1936 in Arolsen; † 16. Dezember 2024 in Korbach), amtlich Wittekind Prinz zu Waldeck und Pyrmont, war von 1967 bis 2024 Chef des bis 1918 regierenden Fürstenhauses Waldeck-Pyrmont.

## Namen
Der vollständige Taufname lautet Wittekind Adolf Heinrich Georg-Wilhelm Prinz zu Waldeck und Pyrmont. Gemäß der Tradition war er ab 1967 „Chef“ des Hauses Waldeck. Als solcher war er unter dem traditionellen Namen Wittekind Fürst zu Waldeck und Pyrmont bekannt, wenngleich seit der Abschaffung der Standesvorrechte des Adels 1919 nur der Namensbestandteil „Prinz“ (bei weiblichen Familienmitgliedern „Prinzessin“), nicht jedoch der vordem in Primogenitur gewährte Erstgeburtstitel „Fürst“, Bestandteil des bürgerlichen Namens ist. Des Weiteren führte er hausintern die traditionellen Titel Graf zu Rappoltstein und Herr zu Hohenack und Geroldseck am Wasichen und das Adelsprädikat Durchlaucht.

## Leben
Er war der einzige Sohn und das vierte von fünf Kindern von Josias Fürst zu Waldeck und Pyrmont und dessen Frau Altburg Herzogin von Oldenburg. Unter seinen Taufpaten waren Adolf Hitler und Heinrich Himmler. Er war ein Großneffe der niederländischen Königin Emma, einer Ururgroßmutter des derzeitigen Königs Willem-Alexander der Niederlande.
Nach dem Abitur studierte er Betriebswirtschaft in Frankfurt am Main und Köln und sammelte praktische Erfahrung durch verschiedene Unternehmenspraktika. Obwohl er als Angehöriger eines Weißen Jahrgangs nicht zum Wehrdienst verpflichtet war, entschied er sich freiwillig für eine Offizierslaufbahn bei der Bundeswehr, wo er den Rang eines Oberstleutnants der Reserve erreichte.
Im Jahr 1967, nach dem Tod seines Vaters, wurde Wittekind zu Waldeck Oberhaupt des Hauses Waldeck und Pyrmont. Er erbte Schloss Schaumburg bei Diez an der Lahn, das er 1983 an Privatinvestoren verkaufte. Er lebte mit seiner Familie im Residenzschloss Arolsen.
Er widmete sich insbesondere der Bewahrung der geschichtlichen und architektonischen Werte der Region sowie der Erhaltung des Waldes als Wirtschafts- und Erholungsraum. Er engagierte sich zudem im Naturschutz, war ab 1970 Schutzherr der Historischen Schützengemeinschaft Waldeck und darüber hinaus in über 30 Vereinen aktiv. Er war von 1978 bis 1999 Nachfolger von Otto Friedrich Fürst zu Ysenburg und Büdingen als Präsident des Hessischen Waldbesitzerverbandes und auch auf Bundesebene forstpolitisch aktiv, nach 1999 wurde er Ehrenpräsident. Sportlich betätigte er sich erfolgreich  beim Ländlichen Reit- und Fahrverein Arolsen, wurde dort Hessischer Landesmeister im Springreiten. Als Pistolen- und Tontaubenschütze sammelte er zahlreiche sportliche Trophäen und Meistertitel. Viele Jahre war er eine wertvolle sportliche Stütze im Bad Arolser Tennisteam. Beliebtes und geschätztes Mitglied war der Sportwagen- und Motorradfan auch im hohen Alter im Bad Arolser Reit- und Fahrverein, im Schützenverein, im Waldeckischen Wurftaubenclub und bei der DLRG.
Am 9. August 2001 erhielt er vom damaligen hessischen Ministerpräsidenten Roland Koch das Verdienstkreuz am Bande des Verdienstordens der Bundesrepublik Deutschland und am 27. Mai 2011 wurde er mit dem Georg-Ludwig-Hartig-Preis für seine über zwei Jahrzehnte währende Tätigkeit als Präsident des Hessischen Waldbesitzerverbandes sowie seine Verdienste zur Umsetzung der forstwirtschaftlichen Nachhaltigkeit geehrt.
Bis 2016 war er Vorsitzender der Stiftung des Fürstlichen Hauses Waldeck und Pyrmont und führte die Fürstlich Waldecksche Hauptverwaltung.
Im Dezember 2024 starb er im Alter von 88 Jahren.

## Familie

### Vorfahren
| Ahnentafel Wittekind zu Waldeck und Pyrmont  | Ahnentafel Wittekind zu Waldeck und Pyrmont                                                                     | Ahnentafel Wittekind zu Waldeck und Pyrmont                                                                     | Ahnentafel Wittekind zu Waldeck und Pyrmont                                                                     | Ahnentafel Wittekind zu Waldeck und Pyrmont                                                                     | Ahnentafel Wittekind zu Waldeck und Pyrmont                                                                            | Ahnentafel Wittekind zu Waldeck und Pyrmont                                                                            | Ahnentafel Wittekind zu Waldeck und Pyrmont                                                                                           | Ahnentafel Wittekind zu Waldeck und Pyrmont                                                                                           |
| -------------------------------------------- | --- | --- | --- | --- | --- | --- | --- | --- |
| Urgroßeltern                                 | Fürst Georg Viktor zu Waldeck und Pyrmont (1831–1893) ⚭ 1853 Prinzessin Helene von Nassau (1831–1888)           | Fürst Georg Viktor zu Waldeck und Pyrmont (1831–1893) ⚭ 1853 Prinzessin Helene von Nassau (1831–1888)           | Prinz Wilhelm zu Schaumburg-Lippe (1834–1906) ⚭ 1862 Prinzessin Bathildis von Anhalt-Dessau (1837–1902)         | Prinz Wilhelm zu Schaumburg-Lippe (1834–1906) ⚭ 1862 Prinzessin Bathildis von Anhalt-Dessau (1837–1902)         | Großherzog Nikolaus Peter von Oldenburg (1827–1900) ⚭ 1852 Prinzessin Elisabeth von Sachsen-Altenburg (1826–1896)      | Großherzog Nikolaus Peter von Oldenburg (1827–1900) ⚭ 1852 Prinzessin Elisabeth von Sachsen-Altenburg (1826–1896)      | Großherzog Friedrich Franz II. von Mecklenburg [-Schwerin] (1823–1883) ⚭ 1868 Prinzessin Marie von Schwarzburg-Rudolstadt (1850–1922) | Großherzog Friedrich Franz II. von Mecklenburg [-Schwerin] (1823–1883) ⚭ 1868 Prinzessin Marie von Schwarzburg-Rudolstadt (1850–1922) |
| Großeltern                                   | Fürst Friedrich von Waldeck und Pyrmont (1865–1946) ⚭ 1895 Prinzessin Bathildis zu Schaumburg-Lippe (1873–1962) | Fürst Friedrich von Waldeck und Pyrmont (1865–1946) ⚭ 1895 Prinzessin Bathildis zu Schaumburg-Lippe (1873–1962) | Fürst Friedrich von Waldeck und Pyrmont (1865–1946) ⚭ 1895 Prinzessin Bathildis zu Schaumburg-Lippe (1873–1962) | Fürst Friedrich von Waldeck und Pyrmont (1865–1946) ⚭ 1895 Prinzessin Bathildis zu Schaumburg-Lippe (1873–1962) | Großherzog Friedrich August von Oldenburg (1852–1931) ⚭ 1896 Herzogin Elisabeth Alexandrine zu Mecklenburg (1869–1955) | Großherzog Friedrich August von Oldenburg (1852–1931) ⚭ 1896 Herzogin Elisabeth Alexandrine zu Mecklenburg (1869–1955) | Großherzog Friedrich August von Oldenburg (1852–1931) ⚭ 1896 Herzogin Elisabeth Alexandrine zu Mecklenburg (1869–1955)                | Großherzog Friedrich August von Oldenburg (1852–1931) ⚭ 1896 Herzogin Elisabeth Alexandrine zu Mecklenburg (1869–1955)                |
| Eltern                                       | Josias zu Waldeck und Pyrmont (1896–1967) ⚭ 1922 Altburg Marie Mathilde von Oldenburg (1903–2001)               | Josias zu Waldeck und Pyrmont (1896–1967) ⚭ 1922 Altburg Marie Mathilde von Oldenburg (1903–2001)               | Josias zu Waldeck und Pyrmont (1896–1967) ⚭ 1922 Altburg Marie Mathilde von Oldenburg (1903–2001)               | Josias zu Waldeck und Pyrmont (1896–1967) ⚭ 1922 Altburg Marie Mathilde von Oldenburg (1903–2001)               | Josias zu Waldeck und Pyrmont (1896–1967) ⚭ 1922 Altburg Marie Mathilde von Oldenburg (1903–2001)                      | Josias zu Waldeck und Pyrmont (1896–1967) ⚭ 1922 Altburg Marie Mathilde von Oldenburg (1903–2001)                      | Josias zu Waldeck und Pyrmont (1896–1967) ⚭ 1922 Altburg Marie Mathilde von Oldenburg (1903–2001)                                     | Josias zu Waldeck und Pyrmont (1896–1967) ⚭ 1922 Altburg Marie Mathilde von Oldenburg (1903–2001)                                     |
| Wittekind zu Waldeck und Pyrmont (1936–2024) | | | | | | | | |

### Ehe und Nachkommen
Wittekind zu Waldeck und Pyrmont war ab 1988 mit Cecilia Gräfin Goëß-Saurau (* 23. August 1956 in Frohnleiten) verheiratet. Ihre gemeinsamen Kinder sind:
- Carl Anton Christian Gustav Clemens Alexander (* 25. Dezember 1991)
- Josias Christian Alexander (* 7. Juli 1993)
- Johannes Eberhard Wittekind (* 7. Juli 1993)